# ソムリエール (漫画)
『ソムリエール』は、原作：城アラキ、作画：松井勝法、監修：堀賢一による日本の漫画作品。『ビジネスジャンプ』（集英社）にて、2006年23号から2011年21・22合併号まで連載され、同誌の休刊後に同社の『グランドジャンプ』公式サイトにて2012年10月24日更新分まで連載された。全129話。ワインを題材にしている。ソムリエールは、フランス語でソムリエの女性形。

## 概要
ソムリエール見習いの樹カナがワインを通して人と人との心を通わせる物語。自分を援助した足長おじさんことジョン・スミスや詐欺師とまで謳われていた実の父、樹光一のことを探究するのもこの話の見所。作中で見られるワインに関する歴史や知識、ワインの飲み方、接し方などかなり詳しく描かれている。また本編の後に「ワインの自由。」という堀賢一による本編に沿ったワインのコラムが掲載されている。
ビジネスジャンプ増刊『BJ魂』には『ソムリエール特別編』としてフランスの酒屋でアルバイトしている頃の樹カナが描かれており、コミックスに収録されている。このため、コミックスの話数と『ビジネスジャンプ』掲載時の話数とではズレが生じている。
原作者を同一とする漫画作品『バーテンダー』に登場するホテル・カーディナルの名前が登場する話もある。

## あらすじ
両親を亡くしながらも篤志家の援助で、ワインの本場フランスの大学の醸造科を卒業した樹カナ。卒業後、育った施設で子供達と共に、施設存続の為のワイン造りに励んでいたが、ある日、弁護士を通して、施設への資金援助を行っていた篤志家から援助打ち切りが告げられた。援助継続の条件として、カナに日本のある店に勤めることが提示され、カナは東京のレストラン「エスポワール(L'ESPOIR)」にソムリエ（ソムリエール）見習いとして勤めることになる。
ワインへの愛情と情熱、知識は豊富なカナであったが、エスポワール支配人の片瀬はカナを「人（客）を見ていない」と指摘し、カナを導いて行く。カナはエスポワールの従業員、常連客らとも交友を深めて行くと共に、ソムリエールとして成長して行く。
しかし、2年以上を経てもやはり「人（客）を見ていない」と片瀬はカナに解雇を告げる。途方にくれていたカナは占い師を名乗る景山という老人から与えられた「謎」を解き、閉店状態のワインバー「V・B（ヴァン・ブルー）」を任されることになる。
店長として新たな仲間と共に歩んでいたカナに、エスポワール開業20周年の招待状が届く。エスポワール後任のソムリエール須崎麻耶がいた、麻耶はカナと片瀬に敵愾心を燃やしていた。

## 登場人物
樹カナ（いつき カナ）
本作の主人公。1982年生まれ。日本人の両親を交通事故で亡くし、スイスにある孤児院で育った。フランスの大学の醸造科を卒業。後援者が孤児院に資金援助を続ける条件として東京のレストラン「エスポワール」で働くことを提示したため、日本へやってくる。性格は気が強く、負けず嫌いで、ワイン以外の事にはあまり興味がなく、恋愛にはかなり疎い。またワインに対しての愛情は深く、客に対して説教じみたワインの説明もしばしば。
テイスティングの能力は高く、ワインの温度が数度上がったことによるアルコール感の違いや、数日悪条件下で保管され僅かに劣化した違いを識別できる。
感情が昂るとフランス語を話す。土の質を見るために土を口に含む癖がある。また怒り任せにバッティングセンターでストレス発散する傾向がある。ワインには強いがスピリッツ系や焼酎には弱く、コップ1杯も呑まずに酔っぱらう。
名前は新約聖書に出てくるイエス・キリストが水をぶどう酒に変えたカナの婚宴の舞台となった町の名前カナに由来することが作中でたびたび語られている。

### エスポワール関係者
片瀬丈（かたせ じょう）
エスポワールの支配人。以前は「天才のソムリエ」「マスター・オブ・ワインにもっとも近い日本人」とまで言われていた。湯河原に実家があり、片瀬旅館の四代目を継ぐはずであったが、そのせいで大喧嘩し父と仲が悪くなった。しかしカナのワインでの説得でよりは戻ったように見える。
麻耶の件が終息した後に、従業員の行き先を手配してエスポワールを閉め、葡萄の生産に携わるべく渡航した。
小島健一（こじま けんいち）
エスポワールの見習ソムリエ。
片瀬に憬れ、実家は紀州のみかん農家の両親からは勘当同然にされてまでもソムリエを目指している。
エスポワール閉店後はホテルに勤務していたが、そこを辞め、故郷でビストロを開いた。
南杏里（みなみ あんり）
エスポワールのフロア担当の女性スタッフ。明るい女の子で、実家は浅草の居酒屋「みなみ」を営んでおり、南もときどき居酒屋を手伝っている。母親を若いうちに亡くしている。当初は、この居酒屋を改装してビストロにすることを計画しており、父親も承諾していたが、紆余曲折の末に翻意。ワインも扱う居酒屋として営業を続けている。
村瀬由美（むらせ ゆみ）
エスポワールのスーシェフでかなり無愛想な女性。実家は小樽でお爺さんの代からの手吹きガラスの工房であった。中学卒業後家出をしておりそれ以来、母親と会っても口を利かなくなってしまった。樹カナと同じアパートで隣に住んでいて、水島を尊敬している。
水島一樹（みずしま かずき）
エスポワールに新しく入ったアフロヘアーが特徴の天才シェフ。「マジック」と言われフランスの星付きレストランですらシェフとして呼びたがっており、村瀬も一目を置いている。気合が入ると大音量の音楽を聴きながら調理する。出身は長野でその信州亭の五代目になるはずだったが家を出てフランスへと旅立った。
野田克也（のだ かつや）
エスポワールの副支配人。
須崎麻耶（すざき まや）
カナの後任として、エスポワールに勤めるソムリエール。ワインに関する知識量、範囲、テイスティングの能力はカナと同等か上回る。
片瀬に強い対抗意識を持ち、自分のほうがソムリエとして優れていることを主張しようとすることから、客の好みより自分の判断を客に押し付けるきらいがある。
本名は杉山真由美。須崎は母親の旧姓である。父親の杉山真一は、エスポワール設立時の関係者の1人で、ワインの仕入れを担当しており、片瀬や佐伯とも旧知の仲であった。ワイン輸送時の温度管理のトラブルが元で、杉山真一はエスポワールから、ひいては当時のワイン業界から遠ざけられ、そのために事業に失敗し、失意の内に病死した。麻耶は父の死がエスポワールと片瀬のためだと考え、自分が片瀬よりも優れたソムリエであることを示そうとしていた。

### ヴァン・ブルー関係者
景山
銀座のワインバー「V・B（ヴァン・ブルー）」のオーナー。
当初はスナック「純」の客として、占い師と称してカナにV・Bに対する謎かけをおこなってきた。カナがそれに応えたことで、一ヶ月後に黒字を出すことを条件とし、カナをV・Bの店長とする。
「銀座の狼=銀狼」と称されるほどのフィクサーであり、V・Bは亡き妻が営んでいた店であった。
実はカナの母方の祖父であり、娘と樹光一（カナの父親）との結婚に反対していたこと、光一が妻子を連れてヨーロッパに行ったこと、そしてヨーロッパで事故死したことが重なり和解のタイミングを失していた。物語終盤に血縁である旨をカナに打ち明けることになる。
蓮見陣（はすみ じん）
当初はV・Bの客であったがカナ1人で店をやっていて接客が追い付いていないのを見てギャルソンを買って出た。その後、正式に雇用される。初登場時、25歳でカナより2つ年下。
以前のV・Bにも勤めており、「新規の店を任せる」とそそのかされて全従業員を連れてV・Bを抜けた。カナが新店長になるまでV・Bがいったん閉店となるのは、このことに由来する。
祥
V・Bに雇われることになった若手和食料理人。
庄内出身で、山形弁が出ることもあり、それもあって当初は口数も少なかった。また、女性に対する免疫も少ない。
佐野エリ（さの エリ）
ハンガリー人の父親と日本人の母を持つ大学生。フロア担当のアルバイトとして雇われる。大学では剣道部に所属している。
北村愛（きたむら あい）
V・Bの常連客。銀座のホステス。若手ながら、半年で銀座でトップクラスになった。源氏名も本名と同じく「愛」。
ワインに対する知識も豊富で、味覚も繊細。

### その他
大下由里（おおした ゆり）
アトラス・リカーで働く女性。ソムリエの資格を持っておりエスポワールへのワインの仕入を担当をしている。気のいい女性でカナに対して好感を持っている。
麻紀（まき）
片瀬が行きつけているワインバー「S.D.D」の店主。魅力的で大人な女性で店ではシャンパンに力を入れている。
村上をはじめ、この店の常連となっている登場人物も多い。
純子
スナック「純」の店主。ヤクザの組長と警察署長も常連客であり、カウンターで純子と3人、チンチロリンをやってたりする。
景山のほか、片瀬も顔見知り。
佐伯純一郎（さえき じゅんいちろう）
エスポワールによく顔を出す画商の老人。気前が良く、樹光一や箕島亮一とは30年前に行われていた「銀座ワイン会」という勉強会の仲間だった。携帯電話を持っており意外と絵文字メールを使う。
木内礼子（きうち れいこ）
樹カナの初めての日本の同年代の友達。29歳のCAでCA仲間から「怒りの美女」と呼ばれている。シニア・ソムリエの資格を持っておりブドウ畑を廻り世界中のレストランへ行くほどのワイン通。恋人はいたが付き合っていた3年間を機に別れてしまった。樹カナとは仲良しの友達になったがトラブルを押し付ける傾向になってきている。
箕島亮一（みのしま りょういち）
ワイン評論家で日本のロバート・パーカーと呼ばれている。樹光一を詐欺師呼ばわりする。また高級ワインなどの輸入業者に顔が利く。
「銀座ワイン会」のメンバーでもあった。
物語終盤で死亡。亡くなる直前に実娘の観月樹里とは和解する。
権藤勇作（ごんどう ゆうさく）
ファッション評論家。かなりの辛口で自分に陶酔している。ワインは大好きでそれなりの知識も持っている。
観月樹里（みづき じゅり）
レストランプロデューサー。カナの事を半人前呼ばわりする。箕島の実の娘。箕島が母の実家の財産目当てで結婚し、財産をワインに注ぎ込んだと思っており、箕島との仲は悪く、母方の姓を名乗っていたが、最終的には和解し箕島の姓を名乗る場面もある。
水上麻衣（みなかみ まい）
カナたちがアイドルタイム（待機時間）に行く喫茶ロデオのバイト。明るい女性だが学生の頃はぐれていた。
村上（むらかみ）
スーパーMURAKAMIの社長。次男であり、稼業に興味もなく海外で遊んでいたが、兄が死亡したため呼び戻され、スーパーMURAKAMIの社長に据えられた。
スーパーMURAKAMIのワインコーナーでやる気のない店員を装っていたが、そこで出会ったカナに好意を寄せる。社長である事をカナに隠していたがばれてしまい、一度は怒らせてしまうが謝った末に仲は戻ったらしい。
S.D.Dの常連客でもあり、S.D.Dでカナと顔を合わせることもしばしば。
田口（たぐち）
スーパーMURAKAMIのバイトでワインオタク。気に食わない客だと客にワインを売らず、逆に気に入った客だと何時間もワインの説明をするので呆れ返させてしまう。最初は批判していたが樹カナをワインオタクとして認めている様子。
今昔亭志ん楽（こんじゃくてい しんらく）
居酒屋「みなみ」の常連客で南杏里と仲が良い。師匠とも言われ落語の腕は人間国宝を与えられている。
カナともガールフレンドとして、相談や食事などを行っている。
樹光一（いつき こういち）
樹カナの父。とある実業家が光一に目を付けスポンサーとなって高級ワインを輸入させていたが、その実業家がある日突然ワイナリーの支払いを押し付けたまま消えた。そのせいで家屋敷を売り払い親類に借金をしても払いきれない負債を残しその結果、世界中のワイン関係者から詐欺師と呼ばれ親類からも縁を切られ孤立してしまった。片瀬旅館を潰した原因でもあったが実際は片瀬の父とは友人関係であった。
ジョン・スミス
樹カナとカナの育った孤児院を資金援助しているあしながおじさん。
彼の正体をカナが探すというのも、全体ストーリーの流れの1つとなっている。

### 特別編での登場人物
ネラン
ボルドー地方にあるワインショップとレストランの支配人。樹カナがフランス時代に働いていた時の支配人である。樹カナに一目惚れしたジャンの為に手助けをするが、本当の狙いは店の売上倍増だった。
ジャン
カナがネランのワインショップで働いていた時にカナに一目惚れしたフランス人男性。恋愛に無関心のカナをネランの助言を頼りに振り向かせようとするが、いつも最後に失敗し、結果的にマイナス評価をつけられてしまう。以前はワインの知識は全く無かったがカナとの勉強の末、ワインの知識をメモ無しでスラスラ言える様になった。最終的に樹カナに近づくため、ネランのレストランでバイトするようになった。

## サブタイトル一覧
本作では第1話、第2話・・・ではなく、le vin #1 le vin #2・・・と表記されている。
1巻
1. メッセージ
2. 愚か者のワイン
3. 2本目のブラン
4. ソムリエ・片瀬丈
5. ワインの謎
2巻
6. 特別編 ワインの心得
7. シャトレーヌ
8. ワインの嘘
9. ワインの花束
10. 開くワイン
11. 過去の扉
3巻
12. 父の声
13. ニッポン人の情熱
14. ワイン評論家・箕島亮一
15. 天才シェフ
16. エスポワールのネットワーク
17. 橋
18. 特別編 ワインの保管
4巻
19. ともだち
20. 華やかな味わい
21. フランスからの客
22. 父と子
23. ワインの大地
24. 孤児院のワイン
25. ワインと酢
5巻
26. 星のワイン
27. ヌーヴォー（新酒）の感動
28. ワインのダイヤモンド
29. バイ菌とワイン
30. ひとりぼっちのクリスマス
31. 郷愁
32. 特別編 イタリアワイン講座
6巻
33. ニッポン人の情熱②
34. アイドルタイム（待機時間）
35. 感動の値段
36. それぞれの桜
37. フェイク（偽物）
38. 二つの樽
39. 特別編 『ワイン通』が知らないワイン常識
7巻
40. 忘れない味
41. 時の値段
42. アートラベルの真実
43. ニッポン人の情熱③
44. 狼と羊
45. ワインのマジック
46. 特別編 泡の秘密とグラスの謎
8巻
47. もう一杯のロマネ・コンティ【前編】
48. もう一杯のロマネ・コンティ【後編】
49. 頑固者～le têtu～
50. まわり道
51. 迷える羊
52. 土塊のワイン
53. 特別編 コルクの抜き方
9巻
54. 死者からの贈り物
55. クレオパトラの涙
56. レストラン・ラ・レーヌ
57. 最後のクリスマス
58. 記憶の泡
59. 公園のソムリエール
60. ヒトラーのワイン
10巻
61. わかち合うもの
62. 4本のボトル
63. 開眼
64. 媚薬のグラス
65. 勇気のお守り
66. 薔薇の椅子
67. 父と娘
11巻
68. 最高の白ワイン
69. 青いワイン
70. 見えない情熱
71. 欠かせぬ者
72. ワイン嫌い
73. 最後の客
12巻
74. 好き・嫌い・好き
75. 秘密のワイン
76. 呪いのワイン
77. 過去からの贈り物
78. 不屈の味
79. マリアージュの罠
13巻
80. 引き継がれる思い
81. 二軍の帝王
82. 父のクローバー
83. 王様の白ワイン
84. 盗まれたワイン
85. 『自由』のワイン
14巻
86. 約束
87. ソムリエールの仕事
88. 本物の命
89. 2つの孤独
90. 逆境のワイン
91. 陰謀の味
15巻
92. エスポワールの新人
93. 心の地図
94. ワインの魔力
95. ワインへの愛
96. 男の気持ち
97. 別れのシャンパーニュ
16巻
98. グルメ評論家
99. ワインスクール
100. ワインの言葉（前編）
101. ワインの言葉（後編）
102. ワインの価値
103. 美しい奇跡
17巻
104. 別れた恋人
105. 手嶋紗英の恋
106. 幸運の神様
107. ブライダル・ワイン①
108. ブライダル・ワイン②
109. 再会の日
18巻
110. 親友
111. されど変わらず
112. 肖像画の秘密①
113. 肖像画の秘密②
114. 肖像画の秘密③
115. 肖像画の秘密④
116. 家族①
19巻
117. 家族②
118. 家族③
119. 家族④
120. 家族⑤
121. 家族⑥
122. 家族⑦
123. 家族⑧
20巻
124. パリスの審判①
125. パリスの審判②
126. パリスの審判③
127. パリスの審判④
128. ジャンヌ・ダルクのワイン（前編）
129. ジャンヌ・ダルクのワイン（後編）
21巻
130. 過去からの眼差し
131. 血脈
132. 告解
133. 宿命（前編）
134. 宿命（後編）
最終話. 永遠の空へ

## 単行本
- 松井勝法 『ソムリエール』 集英社〈ヤングジャンプコミックス BJ〉、全21巻
  1. 2007年03月19日発売、ISBN 978-4-08-877244-8
  2. 2007年05月02日発売、ISBN 978-4-08-877265-3
  3. 2007年08月17日発売、ISBN 978-4-08-877315-5
  4. 2007年11月19日発売、ISBN 978-4-08-877354-4
  5. 2008年02月04日発売、ISBN 978-4-08-877398-8
  6. 2008年05月19日発売、ISBN 978-4-08-877447-3
  7. 2008年08月19日発売、ISBN 978-4-08-877496-1
  8. 2008年11月19日発売、ISBN 978-4-08-877552-4
  9. 2009年02月19日発売、ISBN 978-4-08-877601-9
  10. 2009年05月19日発売、ISBN 978-4-08-877649-1
  11. 2009年10月19日発売、ISBN 978-4-08-877743-6
  12. 2010年01月24日発売、ISBN 978-4-08-877795-5
  13. 2010年04月19日発売、ISBN 978-4-08-877845-7
  14. 2010年07月16日発売、ISBN 978-4-08-879003-9
  15. 2010年10月19日発売、ISBN 978-4-08-879051-0
  16. 2011年01月19日発売、ISBN 978-4-08-879095-4
  17. 2011年03月18日発売、ISBN 978-4-08-879125-8
  18. 2011年08月19日発売、ISBN 978-4-08-879195-1
  19. 2011年12月19日発売、ISBN 978-4-08-879247-7
  20. 2012年07月19日発売、ISBN 978-4-08-879385-6
  21. 2013年01月18日発売、ISBN 978-4-08-879511-9